# Hjerteløber
Hjerteløber er en dansk ordning, hvor  frivillige    er klar til at træde til at hjælpe med at bringe en hjertestarter ud, eller begynde hjertelungeredning, når en alarm  lyder.  Man kan tilmelde sig via app'en hjerteløber, og systemet organiseres af TrygFonden. Der er mere end 144.000 frivillige hjerteløbere fordelt på de 5 regioner (september 2022).
Hjerteløberne kaldes via den akutmedicinske kommandocentral (AMK) ved formodet hjertestop. Der kaldes op til 20 hjerteløberne inden for en udkaldsradius på op til 5 km.